# Habáňovo
Habáňovo je přírodní rezervace v oblasti Poľana na Slovensku.
Nachází se v katastrálním území obce Látky v okrese Detva v Banskobystrickém kraji. Území bylo vyhlášeno či novelizováno v roce 1997 na rozloze 3,3533 ha. Ochranné pásmo nebylo stanoveno.